# Manduca centrosplendens
Manduca centrosplendens is een vlinder uit de familie van de pijlstaarten (Sphingidae). De wetenschappelijke naam van de soort is voor het eerst geldig gepubliceerd in 1940 door Bruno Gehlen.